# Kotlebovci – Ľudová strana Naše Slovensko
Kotlebovci – Ľudová strana Naše Slovensko (zkratka ĽSNS, česky Lidová strana Naše Slovensko) je slovenská krajně pravicová a neonacistická politická strana, která vznikla v roce 2000. Předsedou strany je Marian Kotleba.

## Historie
Strana priateľov vína byla zaregistrována na Ministerstvu vnitra 20. října 2000. Vznikla kolem bývalého prezidentského kandidáta, signatáře Milana Fogaše. Strana se považovala za recesistické sdružení, které se původně mělo jmenovat HOVNO (Hnutie oklamaných voličov a nasrdených občanov [Hnutí podvedených voličů a rozhněvaných občanů]). Strana se prezentovala jako liberálně-ekologická. Před parlamentními volbami v roce 2006 nabízela místo na kandidátce každému, kdo zaplatí 50 000 SK. Protože se jí nepodařilo vybrat kauci ve stanoveném termínu, přešla podle vlastního prohlášení do ilegality. V letech 2001–2009 byl statutárním orgánem strany Ivan Miklovič z Potvoric.
V květnu 2009 se strana přejmenovala na Ľudovú stranu sociálnej solidarity. Statutáři strany byli v té době piešťanští občané Karol Robert Thoma a Martin Beluský. V krajských volbách v roce 2009 postavila ĽSSS šest kandidátů na zastupitele, včetně Thomy (5 v Trnavském kraji, 1 v Trenčínském kraji). Žádný z nich nebyl úspěšný.
20. října 2010 stranu převzali lidé kolem Mariana Kotleby a přejmenovali ji na Kotleba – Ľudová strana Naše Slovensko. Předchozí strana Kotleby se jmenovala Slovenská pospolitosť – Národná strana. Byla však ústavním soudem zrušena, protože byl její program protiústavní. Posléze byla strana přejmenována na název Kotlebovci – Ľudová strana Naše Slovensko.
V parlamentních volbách v roce 2010 získala strana 1,33 % (33 724) hlasů a do parlamentu se nedostala. V parlamentních volbách v roce 2012 strana získala 40 460 hlasů, tedy 1,58 % platných hlasů, a do parlamentu se nedostala.
Po parlamentních volbách v roce 2016 získala 14 poslanců v Národní radě Slovenské republiky, což představovalo zisk 8,0 %. V parlamentních volbách v roce 2020 obdržela 7,97 %, a získala tak 17 mandátů. Volebním lídrem byl v obou případech Marian Kotleba. V dubnu 2022 zanikl poslanecký klub ĽSNS po odsouzení předsedy Kotleby za extremistický trestný čin, který tím přišel o poslanecký mandát. ĽSNS kvůli odchodu části jejích poslanců v roce 2021 neměla dostatečný počet poslanců (alespoň 8) na udržení klubu. Někteří bývalí poslanci vstoupili do hnutí Republika.
V parlamentních volbách v roce 2023 strana získala 0,84 % hlasů.
V prezidentských volbách v roce 2024 byl kandidátem strany Marian Kotleba.

## Programové cíle
Ľudová strana Naše Slovensko chce zejména:
- změnit současný parlamentní systém na systém přímé demokracie
- racionalizací výdajů dosáhnout vyrovnaného státního rozpočtu
- vybudovat politickou nezávislost Slovenského státu od nadnárodních instituci
- zajistit vojensko-politickou stabilitu a přiměřenou úroveň obrany státu
- reformovat soudnictví tak, aby byla zajištěna objektivita a účinnost soudního řízení a rozhodování
- zajistit potravinovou a energetickou soběstačnost státu
- přijetím vhodných opatření v oblasti školství, kultury, zahraniční a imigrační politiky zastavit proces ztráty identity slovenského národa
- vystoupit z Evropské unie a NATO
- obnovit ochranu státních hranic
- vyhostit nepřizpůsobivé migranty.

ĽSNS také spolupracuje s českou DSSS.

## Přehled názvů strany
- Strana priateľov vína (česky: Strana přátel vína) – 20. 10. 2000 – 18. 5. 2009
- Ľudová strana sociálnej solidarity (česky: Lidová strana sociální solidarity) – 18. 5. 2009 – 22. 2. 2010
- Ľudová strana Naše Slovensko (česky: Lidová strana Naše Slovensko) – 22. 2. 2010 – 9. 11. 2015
- Kotleba – Ľudová strana Naše Slovensko (česky: Kotleba – Lidová strana Naše Slovensko) – 9. 11. 2015 – 12. 11. 2019
- Kotlebovci – Ľudová strana Naše Slovensko (česky: Kotlebovci – Lidová strana Naše Slovensko) – od 12. 11. 2019

## Volební výsledky

### Parlamentní volby
| Volby | Počet hlasů | Hlasy v % | Změna  | Mandátů | Změna | Postavení      |
| ----- | ----------- | --------- | ------ | ------- | ----- | -------------- |
| 2010  | 33 724      | 1,33      | –      | 0       | –     | Mimo parlament |
| 2012  | 40 460      | 1,58      | ▲ 0,25 | 0       | 0     | Mimo parlament |
| 2016  | 209 779     | 8,04      | ▲ 6,46 | 14      | ▲ 14  | Opozice        |
| 2020  | 229 660     | 7,97      | ▼0,07  | 17      | ▲ 3   | Opozice        |
| 2023  | 25 003      | 0,84      | ▼ 7,13 | 0       | ▼ 17  | Mimo parlament |

### Evropské volby
| Volby | Počet hlasů | Hlasy v % | Počet mandátů | Poznámky |
| ----- | ----------- | --------- | ------------- | -------- |
| 2014  | 9 749       | 1,73      | 0             | –        |
| 2019  | 118 995     | 12,07     | 2             | –        |